# Onychogomphus forcipatus
Onychogomphe à pinces, Gomphe à pinces
Espèce
Statut de conservation UICN

 LC  : Préoccupation mineure
Onychogomphus forcipatus, communément appelé  l'Onychogomphe à pinces ou Gomphe à pinces, est une espèce de libellules de la famille des Gomphidae.

## Caractéristiques
Cette libellule anisoptère de taille moyenne atteint 46 à 50 mm de long. Il existe une sous-espèce méditerranéenne, O. forcipatus unguiculatus (Vander Linden, 1823), présente notamment dans le Sud de la France.

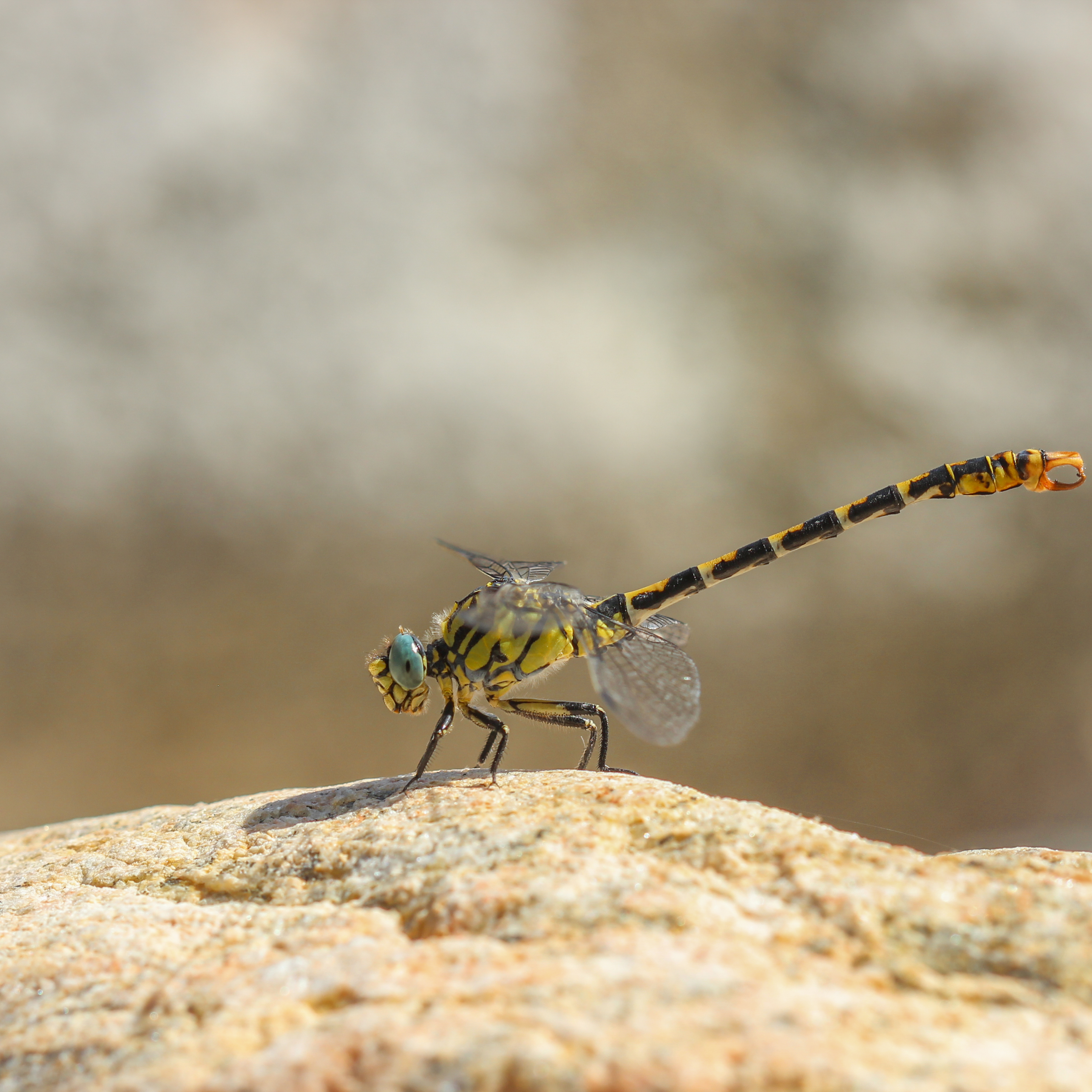
Onychogomphus forcipatus unguiculatus (Gomphe à forceps méridional) mâle.

### Distinction avecOnychogomphus uncatus
La distinction entre Onychogomphus forcipatus et Onychogomphus uncatus est difficile, on peut noter les différences suivantes :
| Caractéristique                               | Onychogomphus forcipatus                               | Onychogomphus uncatus               |
| Trait jaune sur le vertex                     | Oui                                                    | Non                                 |
| Les deux lignes noires sur le côté du thorax  | Touchent la ligne médiane.                             | La ligne noire avant ne touche pas. |
| Nombre de cellules au-dessus du triangle anal | 3                                                      | 4                                   |
| Cercoïdes (crochets)                          | Peuvent être sombres, possèdent une dent subterminale. | Toujours jaunes.                    |
| Yeux                                          | Peuvent être verts (sans nuance de bleu).              | Gris bleu, jamais verts.            |

## Répartition

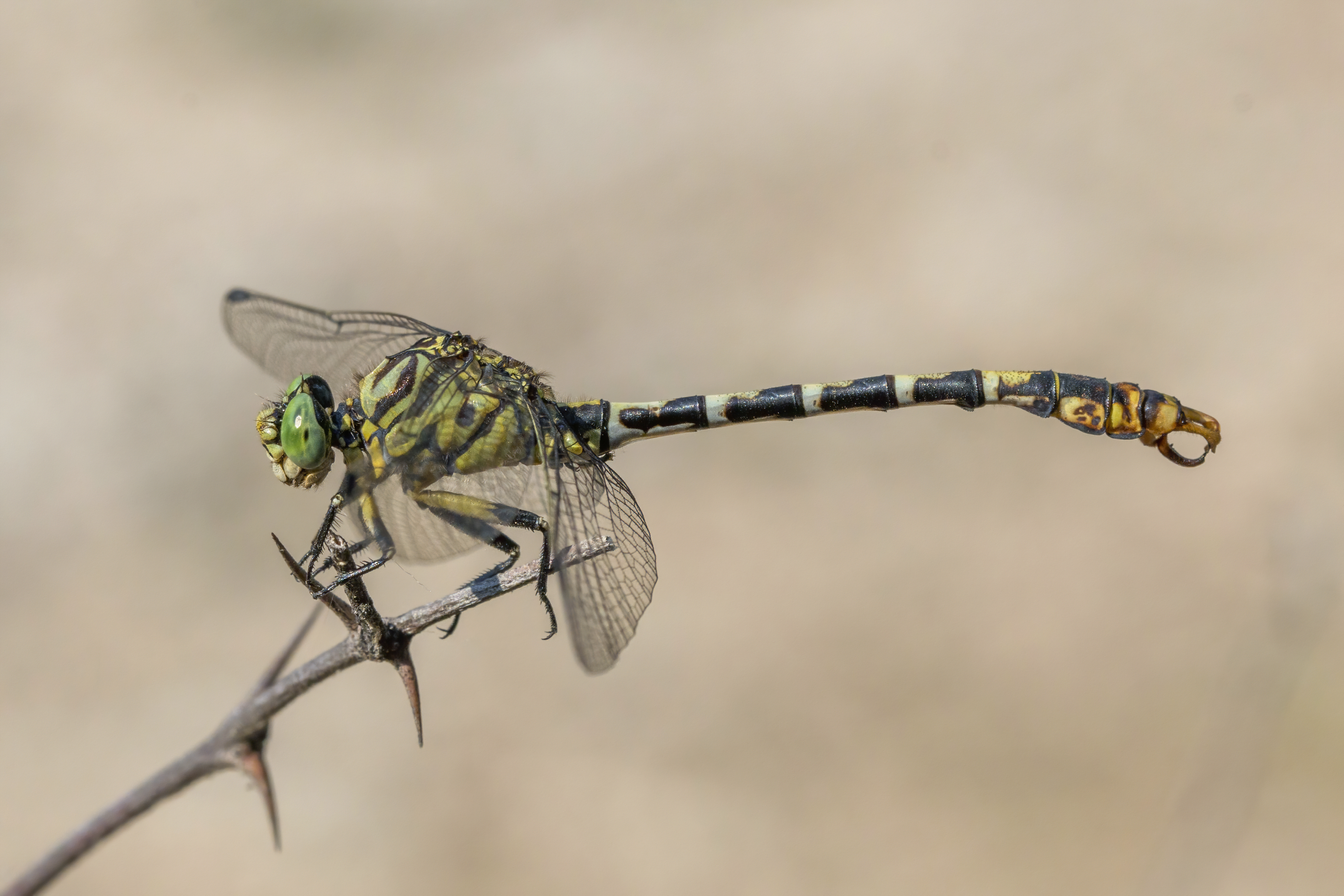
Un Onychogomphus forcipatus mâle dans la gorge de Krésna en Bulgarie.

Europe, commun dans le Sud, local dans le Nord jusqu'au Sud de la Scandinavie, jusqu'à l'Oural à l'Est ; Nord du Maghreb ; Turquie.

## Statut
Tout comme le Gomphe gentil (Gomphus pulchellus), Onychogomphus forcipatus est menacé par la pollution des eaux qu’il fréquente, le curage des berges ou encore la surdensité des poissons carnassiers de ces plans d’eau.
Mais cette espèce reste tout de même peu menacée en France et n'est qu'en préoccupation mineure.